# Distretto di Andaman Settentrionale e Centrale
Il distretto di Andaman Settentrionale e Centrale è un distretto delle Andamane e Nicobare, in India, di 105 613 abitanti. Il suo capoluogo è Mayabunder.
Il distretto è stato costituito il 18 agosto 2006 separandolo dal distretto delle Andamane.